# Saint-Martin-sur-Ocre (Loiret)
Saint-Martin-sur-Ocre település Franciaországban, Loiret megyében. Lakosainak száma 1225 fő (2022. január 1.). Saint-Martin-sur-Ocre Gien, Autry-le-Châtel, Poilly-lez-Gien és Saint-Brisson-sur-Loire községekkel határos.

## Népesség
A település népessége az elmúlt években az alábbi módon változott:
| Lakosok száma | 529  | 846  | 1008 | 1189 | 1244 | 1231 | 1240 | 1235 | 1232 | 1225 |
|               | 1968 | 1982 | 1990 | 2006 | 2013 | 2015 | 2017 | 2019 | 2020 | 2022 |